# اشجع سلمی
اشجع بن عمرو سُلَمی (؟ - ۸۱۱م) شاعر عربى در سدهٔ دوم هجری بود. او از شاعران نزدیک هارون‌الرشید و مدح‌گر او بود.